# Бисёдзё
Бисё́дзё (яп. 美少女; びしょうじょ бисё:дзё, «красивая девушка») — японский термин, обычно относящийся к молодым красивым девушкам, чаще школьницам старших классов. В аниме и манге, особенно среди западных отаку, термин может использоваться для обозначения стереотипного женского персонажа — красивой молодой девушки, сюжета с такими персонажами, определённого стиля изображения таких персонажей.

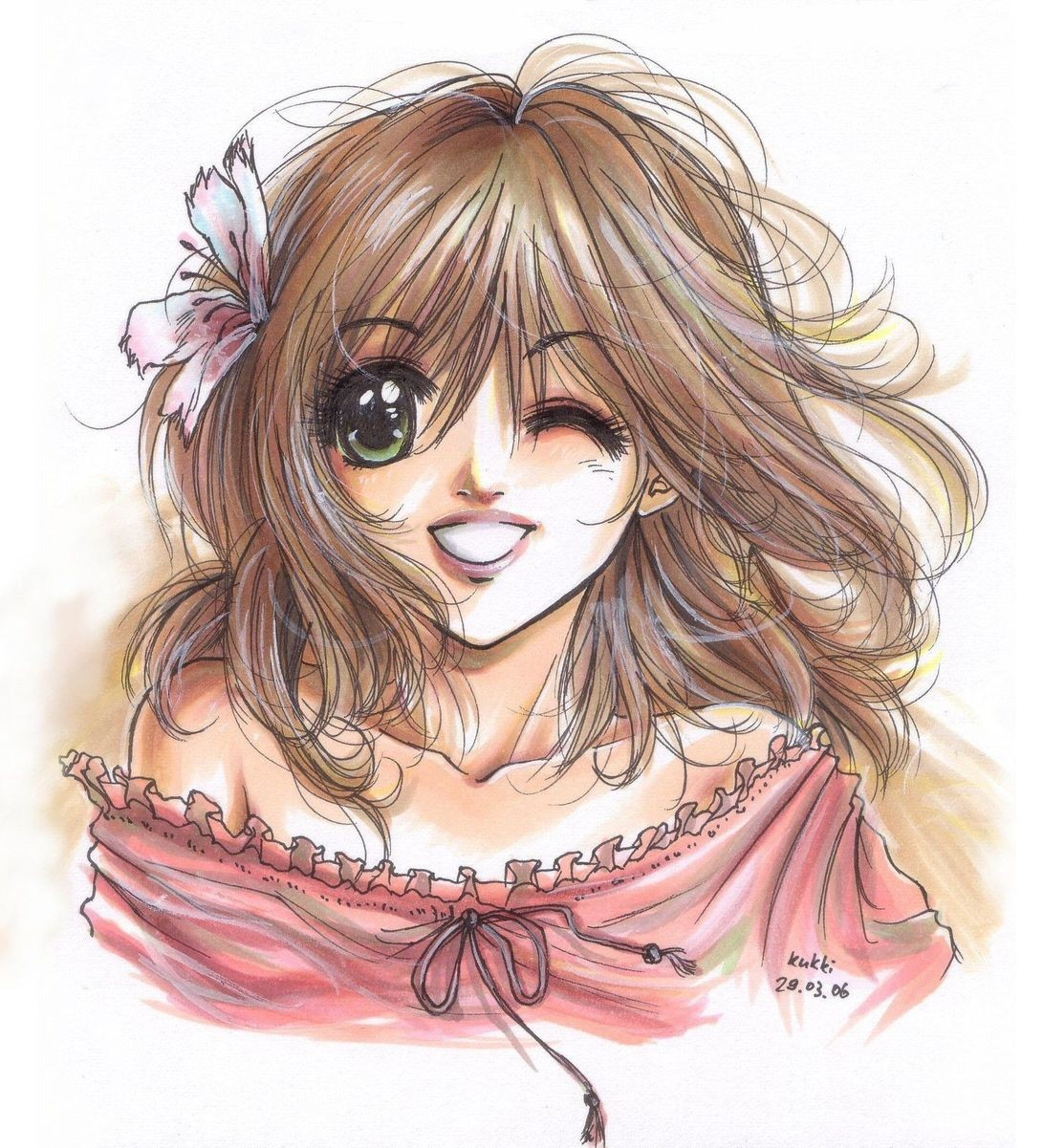
Стиль бисёдзё часто подразумевает использование больших глаз для персонажа

Развитие эстетики бисёдзё в манге начала 1980-х годов ознаменовало отход от более реалистических стилей к эстетике «милой эротики» и моэ.

## История
Тип персонажа бисёдзё появился во время резкого роста популярности лоликона в начале 1980-х, особенно в работах художника манги Хидэо Адзумы. Стиль изображения персонажей Адзумы сочетал в себе округлые тела персонажей Осаму Тэдзуки и эмоциональные лица из сёдзё-манги. В то время как доминирующим стилем в сёнэне и хентайной манге был гэкига, работы Адзумы отличались тонкими штрихами и чёткими округлыми линиями. Лоликон (производное от «комплекса Лолиты») был одним из нескольких терминов, обозначающих распространение симпатичных персонажей в манге и аниме, а также соответствующее влечение и привязанность к таким персонажам.
Несколько персонажей, созданных Хаяо Миядзаки, считаются символами популярности бисёдзё, в частности Кларисса из фильма «Люпен III: Замок Калиостро» (1979), Лана из телесериала «Конан — мальчик из будущего» и Навсикая из манги и фильма «Навсикая из Долины ветров». Ещё одним автором, тесно связанным с популярностью бисёдзё, была Румико Такахаси. Лам из её манги Urusei Yatsura приобрела огромную популярность. Культуролог Хироки Адзума называет Лам «ключевым событием во взаимодействии фанатов и их реакции на персонажей в стиле бисёдзё.»

## Путаница в определении
Хотя бисёдзё — это не жанр, а стиль дизайна персонажей, некоторые сериалы, например в гаремном аниме (сериалах, ориентированных на мужскую аудиторию, в центре которых — красивые девушки), в которых преобладают такие персонажи, иногда неофициально называют сериалами в жанре бисёдзё. Как правило, персонажи и произведения, обозначаемые термином «бисёдзё», рассчитаны на мужскую аудиторию. Поскольку одной из главных привлекательных сторон этих сериалов являются привлекательные женские персонажи, этот термин иногда воспринимается как жанр, который зависит исключительно от востребованности в них красивых персонажей, а не от сюжета.
Бисёдзё не следует путать с бисёнэном — красивым мальчиком. Его также не следует путать с моэ — жанром, в котором представлены милые или очаровательные девушки, а не «сексуальные» девушки.

## Бисёдзё в аниме и манге
Персонажи и стилистика бисёдзё применяются в различных по жанру произведениях, начиная с сёдзё и заканчивая меха, но особенно распространены в рэнай-играх и гаремном аниме.

### В играх
Игры, созданные с намерением использовать персонажей бисёдзе, называются «Бисёдзё-гейм», или симуляторами свиданий. Визуальные романы также считаются играми, и в симуляторах свиданий часто встречаются персонажи бисёдзё. Хотя игры в стиле бисёдзё созданы с расчётом на мужскую аудиторию, они могут заинтересовать и женскую, как, например, Touhou Project.